# Die alte Sauvage

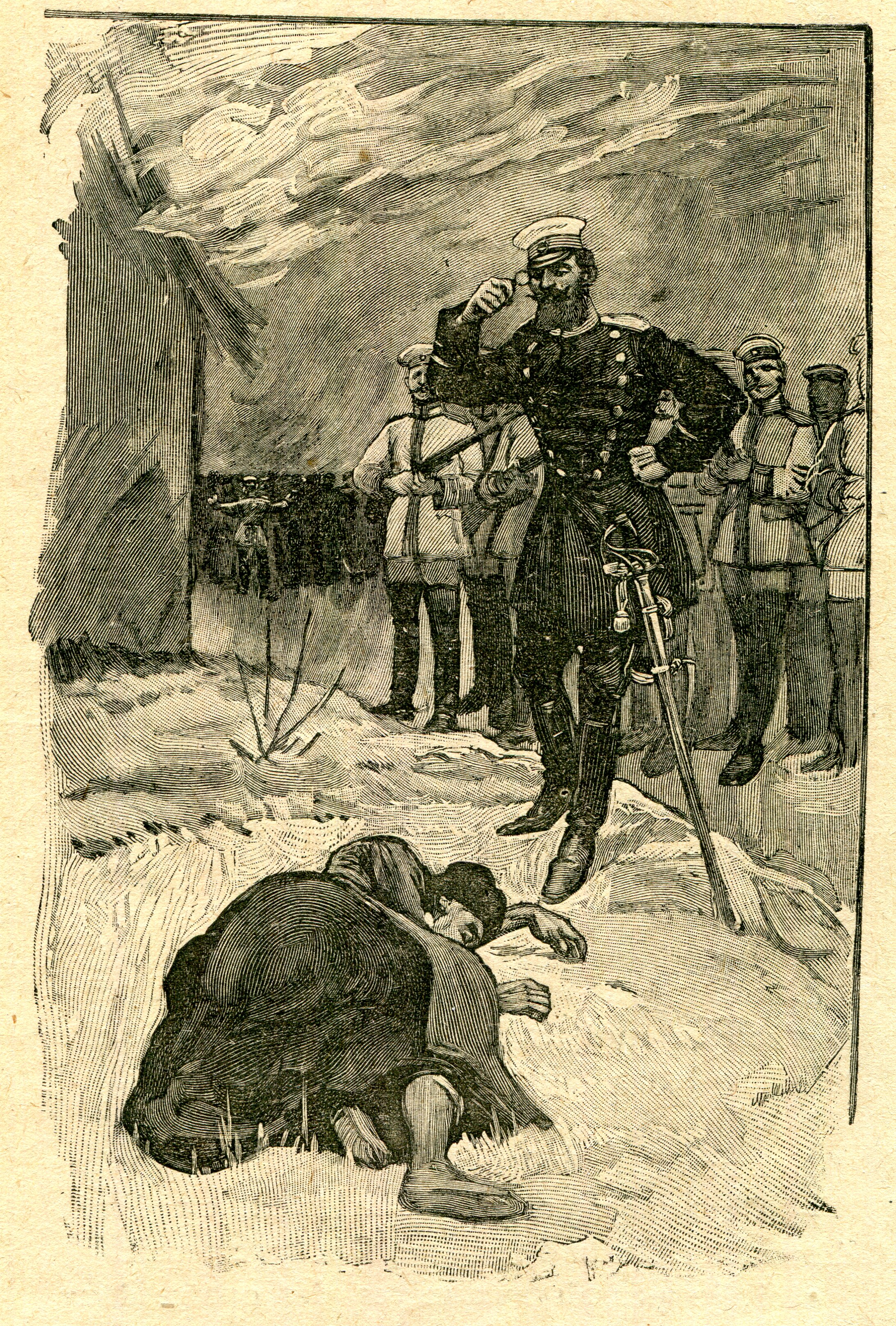
Illustration

Die alte Sauvage (franz. La Mère Sauvage) ist eine Novelle von Guy de Maupassant. Sie erschien erstmals am 3. März 1884 in Le Gaulois.

## Handlung
Im Hause der alten Bäuerin Sauvage im Dorfe Virelonge sind nach Beendigung des Deutsch-Französischen Krieges vier Soldaten untergebracht. Die Alte kommt gut mit ihnen aus, kocht und wäscht für sie. Als sie die Nachricht erhält, dass ihr Sohn gefallen ist, sinnt sie auf Rache. Sie steckt ihr Haus in Brand und wartet davor mit einem Gewehr, damit keiner ihrer Quartiergäste entkommen kann. Doch das ist nicht nötig. Die vier jungen Männer kommen qualvoll in dem Feuer um. Die herbeigeeilten deutschen Militärs und die Dorfbewohner glauben zunächst an einen Unglücksfall, aber die alte Sauvage gesteht ihre Tat und wird erschossen.